# Ludwig Cäsar Roux
Ludwig Cäsar Roux (* 27. Juni 1843 in Jena; † 20. Mai 1913 in Leipzig) war ein deutscher Fechtmeister.

Ludwig Cäsar Roux

## Leben
Ludwig Roux war ein Sohn des Jenaer Universitätsfechtmeisters Friedrich August Wilhelm Ludwig Roux und seiner ersten Ehefrau Emma geb. Bögeholdt. Er besuchte das Zenkersche Institut in Jena und wurde anschließend von seinem Vater im Fechten und in der Jägerei ausgebildet. Am 18. September 1863 wurde er zum Vorfechter bei seinem Vater bestellt, allerdings ohne Gehalt und ohne Aussicht auf spätere Anstellung in Jena. Am 11. März 1865 wurde er als Nachfolger des Universitätsfechtmeisters Gustav Berndt an die Universität Leipzig berufen. Diese Position hatte er bis zum Ruhestand 1902 inne.
Ludwig entwickelte die Darstellung der Hiebfechtkunst seines Vaters weiter, so dass sein 1885 erschienenes Buch bis heute als Standardwerk für das Mensurfechten angesehen wird. Auch sein Sohn Paul Roux wurde in Leipzig Fechtmeister.
Ludwig Roux trat 1885 (gemeinsam mit seinem Vater) in den im Jahr zuvor gegründeten Verein deutscher Universitätsfechtmeister ein und wurde sogleich beauftragt, für den Verein eine Schule für das Hiebfechten auszuarbeiten. Sein Entwurf wurde noch im selben Jahr zustimmend diskutiert und 1886 zum Druck angenommen; das Buch kam 1887 heraus. Als historische Grundlage für die neue Hiebfechtschule wurde 1892 auch noch eine Stoßfechtschule nach Kreußler herausgebracht. Zum Ende seiner Berufstätigkeit 1902 wurde Roux zum Ehrenmitglied des Vereins gewählt.
Roux war ab 1877 Mitglied der Leipziger Freimaurerloge Minerva zu den drei Palmen.

## Werke
- Die Hiebfechtkunst: eine Anleitung zum Lehren und Erlernen des Hiebfechtens aus der verhangenen und steilen Auslage mit Berücksichtigung des akademischen Comments. Jena 1885. (3. Aufl. 1901; Nachdruck SH-Verlag 1994, ISBN 978-3-923621-64-4.)

Hauptautor
- Deutsche Hiebfechtschule für Korb- und Glockenrapier. Eine kurze Anweisung zur Erlernung des an unseren deutschen Hochschulen gebräuchlichen Hiebfechtens. Hrsg. vom Verein deutscher Universitätsfechtmeister. Leipzig 1887. Digitalisat. (3. Aufl. 1926.)
- Deutsche Stoßfechtschule nach Kreußlerschen Grundsätzen. Zusammengestellt und herausgegeben vom Verein deutscher Fechtmeister. Leipzig 1892. Digitalisat.